# ألويس شولتس
ألويس شولتس (بالألمانية: Alois Scholz) (و. 1821 – 1883 م) هو رائد أعمال، ومهندس نمساوي، ولد في بييلسكو فيالا، توفي عن عمر يناهز 62 عاماً.